# 特羅伊茨凱 (蘇梅州)
52°13′58″N 33°48′53″E / 52.23278°N 33.81472°E
特羅伊茨凱（烏克蘭語：Троїцьке）是位於烏克蘭東北部的村莊，由蘇梅州紹斯特卡區的中布達市鎮負責管轄。該村處於茲諾比夫卡河畔，距離大貝里茲卡1.5公里，海拔高度158米，2001年人口35。